# Daxter
Daxter — компьютерная игра в жанре платформера, разработанная студией Ready at Dawn и изданная Sony Computer Entertainment. Игра является частью серии Jak and Daxter. Действия игры происходят от лица Дэкстера, в промежутке между Jak and Daxter: The Precursor Legacy и Jak II. По состоянию на июнь 2008 года было продано 2,8 миллиона копий игры, а также игра очень понравилась критикам.

## Игровой процесс
Геймплей остался схож с тем, что был в основных играх серии. Однако для свободного посещения стала недоступна большая часть локации Haven City. По-прежнему остался доступен выбор задания для прохождения, но игра стала несколько линейной.
Управление персонажем не претерпело значительных изменений. Стал недоступен для использования транспорт (кроме сюжетных миссий). Появился новый режим «Сон», в котором персонажу предстоит пройти мини-игру, несколько уровней с различными сюжетами, за прохождение которых можно получить бонусы. Также был введен режим «Битва Жуков». В этом режиме игрок выбирает своего жука и соревнуется с соперником на манер «камень-ножницы-бумага». Игрок, потративший все своё здоровье, проигрывает бой.

## Сюжет
По сюжетной линии игра Daxter является промежутком между событиями первой и второй части. Джек и Декстер попадают в Хейвен-Сити, но Джека тут же хватают стражники и отправляют в тюрьму. Декстер клянется найти его. Декстера же замечает Озмо, владелец маленькой компании по истреблению насекомых. Он берет Декстера на работу. Работая «уничтожителем жуков», Декстер узнает много нового для себя, в том числе то, что те насекомые, которых он истребляет, совсем не обычные жуки. К тому же, Декстер продвигается в поисках своего друга, открывая со временем, что все не так просто, как кажется на первый взгляд.

## Критика
| Сводный рейтинг    | Сводный рейтинг |
| Агрегатор          | Оценка          |
| ------------------ | --------------- |
| GameRankings       | 86,35 %         |
| Metacritic         | 85/100          |
| Иноязычные издания |                 |
| Издание            | Оценка          |
| AllGame            | [ 6 ]           |
| Eurogamer          | 9/10            |
| Game Informer      | 8,75/10         |
| GamePro            | 4,0/5           |
| GameSpot           | 9,1/10          |
| GameSpy            | [ 11 ]          |
| GamesRadar+        | [ 12 ]          |
| IGN                | 9,0/10          |
| X-Play             | [ 14 ]          |

Игра получила положительные отзывы критиков.